# 306호 발코니에서 온 증인
《306호 발코니에서 온 증인》(The Witness From The Balcony Of Room 306)은 미국에서 제작된 애덤 페토프스키 감독의 2008년 다큐멘터리 영화이다.

## 기타
- 미술: 사라 블리클리

## 수상 및 지명
이 영화는 긍정적인 평가를 받았으며 2009년 아마데미상에서 "Best Documentary Short Subject" 부문의 오스카상으로 지명되었다. 2008 팜 스프링스 인터내셔널 쇼트페스트(Palm Springs International ShortFest)에서 최고의 다큐멘터리(Jury award for Best Documentary)상, 대중의 페이보리트(Favorite) 상을 수상했다.